# Tupolev ANT-25
Il  Tupolev ANT-25 (in cirillico Туполев АНТ-25) era un monoplano monomotore sviluppato in Unione Sovietica all'inizio degli anni trenta. Viene talvolta indicato anche come Tupolev RD (dal cirillico РД: Рекорд Дальности - Rekord Dal'nosti) poiché destinato a voli da record sulle grandi distanze.
Progettato, all'interno dello TsAGI (istituto all'epoca diretto da Andrej Nikolaevič Tupolev), da un gruppo di lavoro facente capo a Pavel Osipovič Suchoj fu protagonista di due voli transpolari verso il Nord America grazie ai quali stabilì (almeno temporaneamente) il record di durata del volo e di chilometraggio percorso in linea retta.

## Storia del progetto
Su iniziativa del Consiglio Militare Rivoluzionario, che prevedeva la realizzazione di un bombardiere a lungo raggio dotato di un solo motore, Tupolev mise mano al progetto dell'ANT-25 nella seconda metà del 1931.
Il progetto definitivo aveva le forme di un monoplano ad ala bassa propulso da un motore Mikulin AM-34, caratterizzato da un elevato allungamento alare (con rapporto tra l'apertura e la corda maggiore di 13:1).
L'inizio dei lavori di costruzione del velivolo risale al mese di dicembre del 1931 ed il loro completamento avvenne nel mese di giugno dell'anno successivo; il grande aereo venne quindi smontato e trasferito presso l'aeroporto di Monino (circa 40 chilometri da Mosca) dove, una volta riassemblato, fu portato in volo per la prima volta il 22 giugno del 1933 pilotato da Mihail Mihajlovič Gromov.
I risultati dei primi test di volo evidenziarono prestazioni al di sotto delle aspettative e, malgrado la sostituzione del motore con uno di maggior potenza, il velivolo non risultò in grado di raggiungere l'autonomia di volo calcolata in sede di progetto. I risultati operativi ebbero ulteriore conferma con la costruzione del secondo esemplare, equipaggiato con una versione del motore ulteriormente potenziata, portato in volo il 10 settembre dello stesso anno.
Il ritorno di Suchoj e della sua squadra di progettisti al foglio da disegno, per tentare di ovviare ai problemi inattesi, portò alla realizzazione di alcuni interventi volti al miglioramento del coefficiente di resistenza aerodinamica del velivolo: le superfici corrugate (in particolare le ali e la sezione posteriore della fusoliera) furono rese uniformi riempiendo le "valli" dei corrugamenti con legno di balsa e venne introdotto un rivestimento in tela; infine le ali ed il cofano del motore vennero verniciate e l'elica lucidata.
Nuovi voli di prova, ripresi nel corso dell'estate del 1934, mostrarono risultati incoraggianti e resero ottimisti Tupolev e Suchoj sulla possibilità che il velivolo potesser raggiungere effettivamente i 13 000 km di autonomia previsti.
Nel corso dello stesso anno, mentre i due esemplari di ANT-25 iniziavano la loro carriera alla conquista di record di natura sportiva, venne ordinata all'impianto statale numero 18 (situato a Voronež) la realizzazione di cinquanta esemplari di una versione da bombardamento che fu ridesignata ANT-36.

## Tecnica

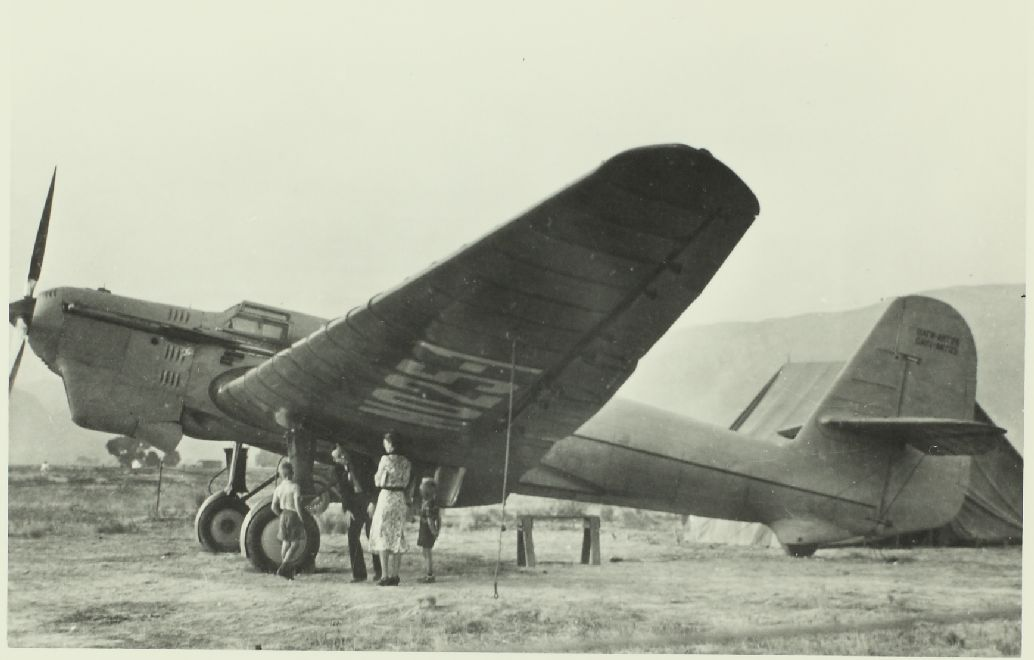
Il primo esemplare dell'ANT-25.

I dati, se non diversamente indicato, sono tratti da "Tupolev The Man and his Aircraft"

### Struttura
Il Tupolev ANT-25 aveva struttura interamente metallica. La fusoliera era suddivisa in due parti: la sezione anteriore era realizzata in un solo blocco ed integrava la radice delle ali, mentre la parte posteriore era del tipo a monoscocca.
La parte anteriore si caratterizzava per l'ampia presa d'aria del motore (disposta nella parte inferiore del muso) e per la cabina di pilotaggio completamente chiusa e riscaldata mediante un sistema che recuperava il calore dei gas di scarico del motore, disposta proprio al di sopra del bordo d'entrata alare; la parte posteriore aveva sezione ovale e terminava con impennaggio di tipo cruciforme, a sbalzo.
All'interno della fusoliera, subito dietro alla cabina di pilotaggio, era ricavato un piccolo vano dotato di letto, destinato ai turni di riposo nel corso dei lunghi viaggi, la postazione del navigatore/operatore radio ed un secondo posto di pilotaggio (privo di visuale anteriore e dotato di strumentazione semplificata ma adatta al volo cieco) utilizzato per concedere al pilota qualche momento di riposo o nell'eventualità di situazioni di emergenza nella cabina principale.
La lunga ala era realizzata con l'impiego di tre longheroni in tubi d'acciaio zincato, integrati da bretelle in duralluminio; all'interno erano disposti serbatoi di carburante rivettati (uno per ciascuna semiala) della lunghezza di 7 metri. In un primo tempo la superficie delle ali era ondulata, soluzione abbandonata nelle prime fasi di vita del velivolo.
Il carrello d'atterraggio era di tipo triciclo posteriore: i due elementi anteriori erano dotati ciascuno di due ruote e le gambe di forza erano dotate di ammortizzatori oleopneumatici. Le gambe anteriori del carrello si ritraevano all'indietro nello spessore alare, lasciando parzialmente all'esterno le ruote. Nella parte posteriore del velivolo era presente un ruotino d'appoggio, non retrattile, parzialmente carenato (ancora una volta al fine di minimizzare la resistenza aerodinamica).

### Motore
L'ANT-25 era dotato di un singolo motore Mikulin AM-34: questo era un dodici cilindri a V raffreddato a liquido capace, nella prima versione, di sviluppare la potenza di 750 hp.
La prima unità motrice venne successivamente sostituita, dapprima con una versione più potente (874 hp) poi con un motore della variante AM-34R, dotato di un riduttore di giri al fine di diminuire la velocità di rotazione delle pale dell'elica.
Quest'ultima era di tipo tripala, metallica, ed aveva un diametro di 3,9 m; aveva il passo variabile ma la regolazione poteva avvenire solo da terra.

### Sistemi
Per la propria epoca il Tupolev ANT-25 era un velivolo all'avanguardia, dotato degli strumenti più recenti, in particolare per quanto concerne la strumentazione di bordo per il volo: erano presenti, in particolare, un orizzonte artificiale ed un virosbandometro. La dotazione di bordo prevedeva inoltre la presenza di una radio con un raggio di funzionamento di 5 000 km.
Tra le dotazioni di sicurezza erano stati installati gommoni gonfiabili che, in caso di ammaraggio, garantivano un certo periodo di galleggiamento per consentire all'equipaggio di abbandonare il velivolo.

## Impiego operativo
Dopo i primi voli di prova, nel mese di settembre ebbero inizio i primi voli a lungo raggio, i primi due dei quali furono condizionati negativamente da problemi meccanici che vanificarono i tentativi.

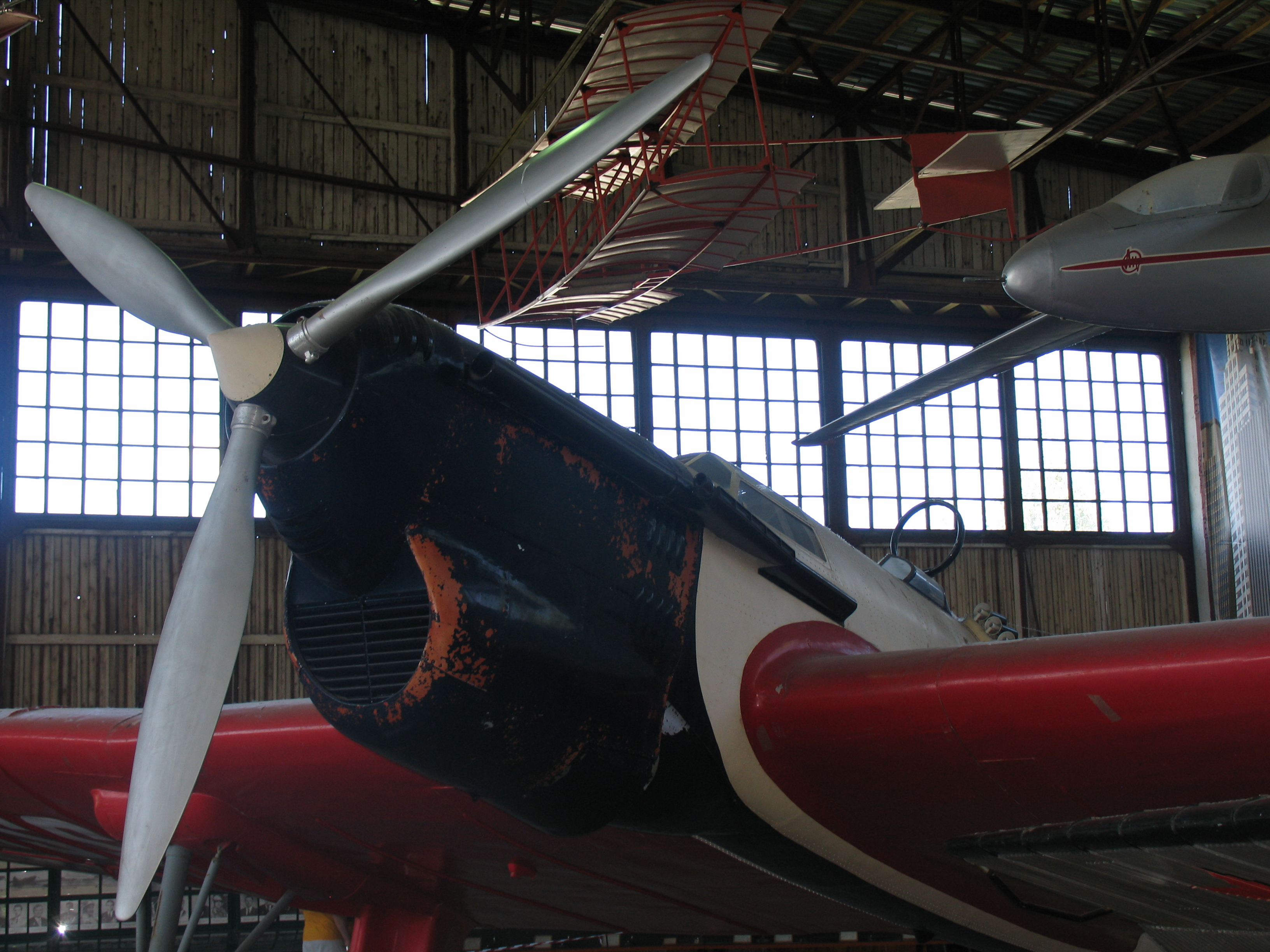
Il muso della replica dell'ANT-25 conservato nel Museo centrale della Federazione Russa delle aeronautiche militari di Monino.

Il 10 settembre del 1934, decollato ancora una volta da Monino, Mihail Gromov affrontò in un primo tempo un tragitto a doppio anello che lo portò a raggiungere in più occasioni le città di Tula, Rjazan', Ljubercy e Ščëlkovo. Il peggioramento delle condizioni meteo, intervenuto alla terza notte di volo senza sosta, consigliò di proseguire verso ovest in direzione di Charkiv dove l'impresa si concluse al termine di 75 ore e due minuti di volo senza sosta. Complessivamente furono percorsi 12 411 km mentre nei serbatoi rimanevano solamente 30 kg di carburante.
Visto l'esito favorevole di questo primo volo le autorità sovietiche decisero di tentare per la prima volta un volo da record: venne deciso di raggiungere gli Stati Uniti d'America con un volo che da Mosca seguisse una rotta transpolare. Nel corso dell'inverno del 1934 venne organizzata la parte logistica del volo e nel corso del successivo mese di maggio il velivolo, affidato questa volta alle mani di Sigizmund Aleksandrovič Levanevskij, decollò in direzione del Polo Nord. L'insorgere di problemi al motore fece temere a Levanevskij di dover affrontare un atterraggio d'emergenza sulla banchisa artica consigliandogli quindi di invertire la rotta per rientrare a Mosca.
Al proprio rientro Levanevskij ebbe a criticare sia la scelta di un velivolo monomotore per voli di quel tipo sia l'operato di Tupolev, arrivando a promettere che in futuro non avrebbe mai più volato con uno dei suoi velivoli. Ne seguirono mesi di incertezza, durante i quali la sorte dell'ANT-25 parve segnata. Fu solo grazie all'intervento del copilota di Levanevskij, Georgij Filippovič Bajdukov, che riuscì a convincere Valerij Pavlovič Čkalov (uno tra i più famosi piloti sovietici dell'epoca, conosciuto anche personalmente da Stalin) a testare il velivolo, che il programma venne salvato dall'oblio.
Čkalov, seppure inizialmente scettico, rimase entusiasta dell'ANT-25 fin dalla prima uscita di prova e la sua opinione risultò determinante nel far sì che fosse approvato un nuovo programma di volo a lungo raggio che ebbe luogo il 20 luglio 1936, coprendo senza intoppi i 9 347 km tra Mosca e Nikolaevsk-na-Amure.
Ristabilita la fiducia nel velivolo, le autorità sovietiche diedero l'assenso per tentare nuovamente la traversata transpolare verso gli Stati Uniti. Così, mentre l'aereo veniva esposto al XV Salone aeronautico di Parigi, si sfruttarono i mesi invernali per la preparazione logistica dell'impresa; tra le altre cose venne assemblata una stazione meteorologica sulla banchisa polare destinata a trasmettere dati relativi alla situazione meteo utili al compimento della missione.
L'impresa ebbe inizio il 18 giugno 1937, dopo che si era dovuta abbandonare l'idea di tentare il volo congiunto dei due esemplari a causa di problemi meccanici insorti sul motore di uno dei due aerei. Così alle 4:04 del mattino Čkalov decollò da Monino per raggiungere, dopo aver incontrato condizioni meteorologiche non sempre favorevoli, la costa canadese dopo 36 ore di volo. Dopo aver superato le Montagne Rocciose, calcoli relativi alla quantità di carburante residua evidenziarono che sarebbe stato impossibile raggiungere San Francisco, meta prefissata quale termine del lungo volo. L'equipaggio decise quindi di atterrare a Vancouver, nei pressi di Portland, dopo aver percorso 9 130 km (sebbene nel conteggio in "linea retta", tale dato ammontasse a 8 504 km) nel tempo di 63 ore e 25 minuti. Si trattava del primo volo non-stop tra Mosca e gli Stati Uniti.
L'equipaggio ebbe un'accoglienza trionfale ed anche il Presidente Roosevelt volle congratularsi personalmente con gli aviatori sovietici. In ricordo di questo volo la città natale di Valerij Čkalov, Vassilovo, fu subito rinominata Čkalovsk ed ospita l'ANT-25 protagonista del volo, rientrato in patria via nave.
Tre settimane dopo ebbe luogo il secondo volo: questa volta ai comandi del secondo ANT-25 era Mihail Gromov. In questa seconda occasione l'aereo, rinunciando a parte dei viveri, dei gommoni di salvataggio e dei materiali di consumo, imbarcò circa 500 kg di carburante aggiuntivo. Le condizioni meteo furono maggiormente favorevoli ed i calcoli sul carburante residuo indicarono la possibilità di raggiungere Panama. L'assenza di permessi per il sorvolo del territorio messicano costrinse Gromov a tornare verso San Francisco e ad atterrare nelle campagne intorno a San Jacinto; in 62 ore e 17 minuti gli aviatori sovietici avevano coperto 10 148 km.
In entrambi i voli, le distanze coperte rappresentavano un record assoluto per le distanze compiute; la loro durata fu tuttavia relativamente limitata in quanto nel novembre del 1938 il primato venne conquistato da due Vickers Wellesley della Royal Air Force appositamente modificati.
In merito ai voli dell'ANT-25 la fonte indicata evidenzia che vi furono dubbi sul reale svolgimento dell'impresa, evidenziando le discrepanze tra l'assenza di verniciature sul velivolo giunto in California e la livrea (con tanto di scritte) presente sulle foto pubblicate nei quotidiani sovietici dell'epoca; discrepanze che, sempre secondo la stessa fonte, potrebbero essere tuttavia dovute ad un fotomontaggio pratica frequentemente utilizzata dai fotografi sovietici del tempo.
I due velivoli protagonisti delle trasvolate polari furono gli unici ANT-25 prodotti ma nel 1989 la stessa Tupolev realizzò un esemplare "replica" da esporre al Museo centrale della Federazione Russa delle aeronautiche militari di Monino.